# Bonsai
Bonsaiⓘ (jap. 盆栽) ist die japanische Variante einer alten fernöstlichen Art der Gartenkunst, bei der Sträucher und Bäume in kleinen Gefäßen oder auch im Freiland zur Wuchsbegrenzung gezogen und ästhetisch durchgeformt werden. Diese Kunstform entstand ursprünglich im Kaiserreich China, wo sie Penjing (chin. 盆景) genannt wird.

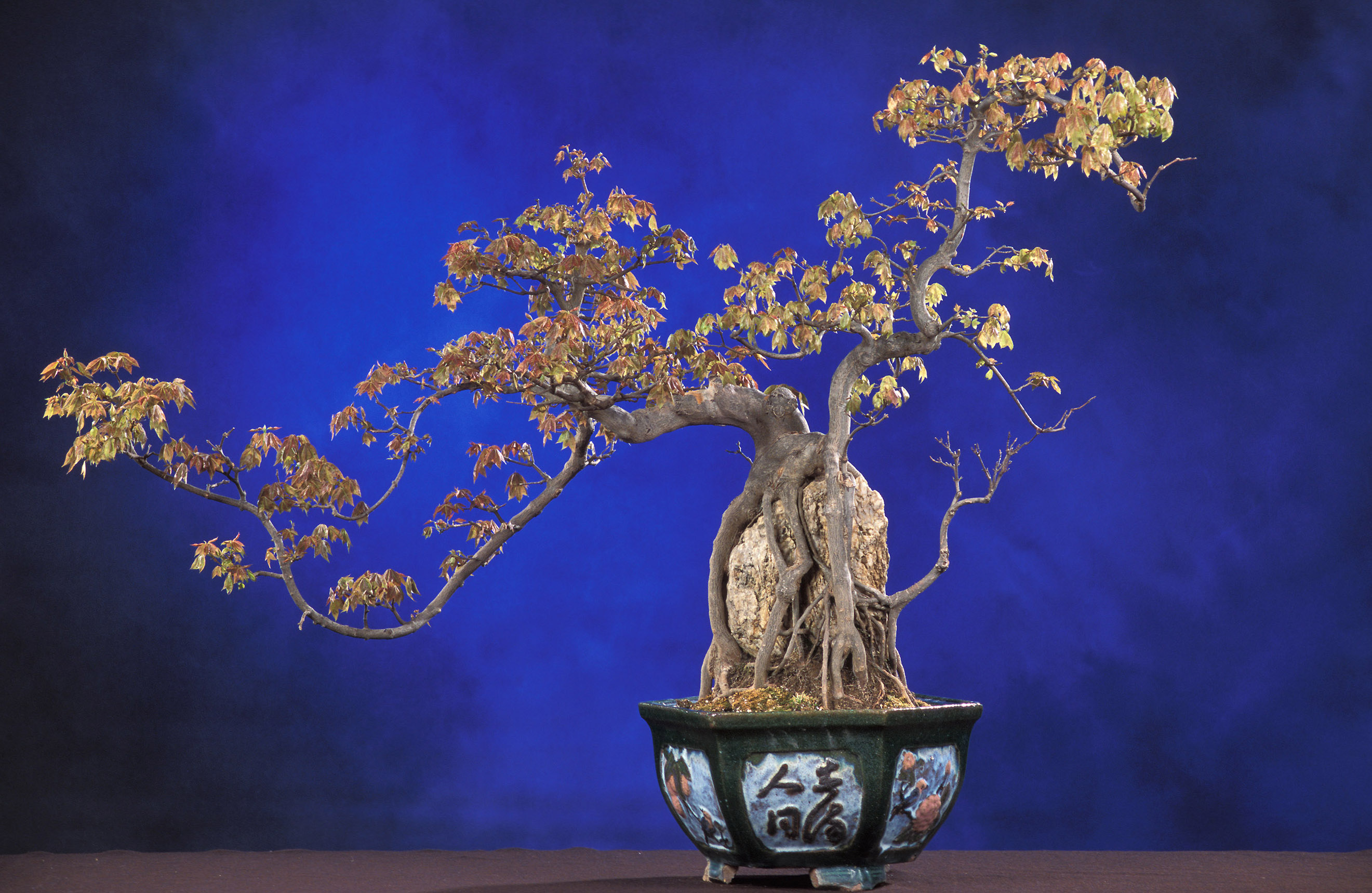
Chinesischer Penjing, Form: Sekijōju

Eine weitere Form sind die Miniatur-Wohnlandschaften der vietnamesischen Hòn Non Bộ. Eigenständige Traditionen, die meist auch als Bonsai bezeichnet werden, gibt es im indonesischen Raum, zum Beispiel auf Bali. Im Westen entwickeln sich Varianten, die vor allem auf dem Einbezug einheimischer Arten (Olivenbäume in Italien und Spanien, Ponderosa-Kiefern in den USA) beruhen.

## Begriffsbestimmung
Das japanische Wort bonsai (japanisch 盆栽, dt. „Anpflanzung in der Schale“) geht zurück auf den chinesischen Begriff pénzāi (chinesisch 盆栽). So wurde ein Aspekt innerhalb der Kunstform der penjing genannt (chinesisch 盆景, Pinyin pénjĭng – „Landschaft in der Schale“, 盆,  pén – „Schale“, 景,  jĭng – „Landschaft, Szenerie, Aussicht“). Das Wort bonsai besteht aus den beiden Wörtern bon „Schale“ und sai „Pflanzen, Anpflanzen“.
Nach altem chinesischen Verständnis ist Penjing die Kunst, eine Harmonie zwischen den Naturelementen, der belebten Natur und dem Menschen in miniaturisierter Form darzustellen: Die belebte Natur wird hierbei meist durch einen Baum dargestellt. Die Naturkräfte vertritt – nach einem anderen chinesischen Ausdruck für Landschaft 山水,  shānshuĭ – „wörtlich: Berg und Wasser, Berg und Gewässer, Berg und Fluss“ – ein Stein und feiner Kies, der traditionell in Gärten Wasser symbolisiert. Der Mensch wird in Form seines Werks, einer Pflanzschale, dargestellt. Nur der Einklang dieser drei Elemente macht einen gelungenen Penjing aus. Unterschieden werden:
- shumu penjing, Baum-Penjing. Hier steht ein einzelner Baum oder eine kleine Gruppe ohne weitere Elemente in einer Schale.
- shanshui penjing, Landschafts-Penjing. Der Baum kann hier eine Nebenrolle spielen, wichtig ist die Darstellung einer Miniaturlandschaft, meist aus natürlich geformten Steinen, die zusätzlich mit Krautpflanzen oder Moos ausgestaltet wird.
- shuihan penjing, Wasser und Land-Penjing. Mit Sand wird hier zusätzlich ein Wasserlauf, eine Teich- oder Seeoberfläche dargestellt. Häufig sind auch Felslandschaften, die auf flachen Tabletts stehen, welche mit Wasser gefüllt werden.

Penzai entsprechen nur teilweise shumu penjing, wie ohnehin die Grenzen dieser Begriffe fließend sind. So kann die Abbildung ganz oben im Artikel durchaus als penzai, aber auch als shanshui penjing bezeichnet werden, da der Stein als Felskuppe interpretiert werden kann.
In Japan verlegte sich der Schwerpunkt von Landschaftsgestaltungen ganz auf die Baumgestaltung; es existiert zwar der Begriff saikei, der Miniaturlandschaften mit kleinen Holzpflanzen bezeichnet, diese haben aber keineswegs den Stellenwert der chinesischen Penjing. Es werden auch Gartenbäume nach den formalen Kriterien von Bonsai gestaltet.

## Geschichte
Die heute bekannten Bonsai sind häufig im japanischen Stil gestaltet, der sich Anfang des 20. Jahrhunderts herausbildete. Doch die Bonsaikunst ist viel älter und entstammt der Gartenkunst des Kaiserreiches China.

### China

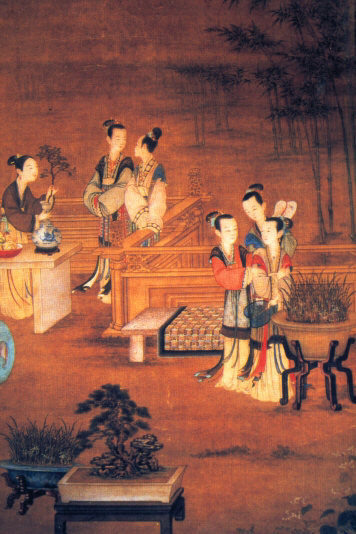
Höfische Gesellschaft der Ming-Zeit, mit Penjing im Vordergrund

In der frühen Han-Dynastie (206v.–220n. Chr.) wurden bereits künstliche Landschaften mit Seen, Inseln und bizarren Felsformationen in Palastgärten der Kaiser nachgestaltet, auch die Topfpflanzen-Kultur war bereits bekannt.
Der Mythologie nach lebte in dieser Zeit der Zauberer Jiang-Feng, der die Fähigkeit besaß, ganze Landschaften mit Felsen, Wasser, Bäumen, Tieren und Menschen verkleinert auf ein Tablett zaubern zu können. In dieser Zeit entstand offenbar die Kunst des Penjing – auch wenn einige der Bäume zwei und mehr Meter hoch waren und in großen Schalen im Garten gepflegt wurden.
In der Tang-Dynastie (618–907) findet sich die älteste bekannte Darstellung eines Penjing, einer Miniaturlandschaft mit grazilen Bäumchen und Felsen, in den Grabkammern des Prinzen Zhang Huai. Diese Epoche galt als sehr kunstsinnig, Poeten und Maler wandten sich insbesondere der Natur zu.
Die Song-Dynastie (960–1279) brachte die Penjing-Kultur zu einer ersten Blüte. Als besonders beliebt galten nun knorrige Bäume, vor allem Kiefern, die aus Baumwurzeln gezogen wurden.
Parallel dazu bildete sich die Kunst des Suiseki heraus, das ohne Bäume auskommt und schön geformte Steine auf wassergefüllten Tabletts platziert. So werden Eindrücke von Küstenlinien oder dramatischen Felslandschaften im Hochgebirge hervorgerufen. Das zeitgenössische Buch Yunlin Shipu zählt 116 Steinarten auf, die zur Gestaltung verwendet werden können.
In der Yuan-Dynastie (1280–1368) waren Miniatur-Penjing besonders beliebt. Der Grundsatz, „im Kleinen zugleich das Große“ zu erblicken (He-Nian, ein Dichter, verfasste eine Reihe Gedichte über die „winzigen“ Penjing des Mönches Yun Shangren, daraus das Zitat), wurde in den darauffolgenden Jahrhunderten zu einem wichtigen Leitsatz.
Seit Ende der Ming-Dynastie (1368–1644) werden Einzelbäume und Schalenlandschaften vermutlich erstmals als penjing bezeichnet. In dieser Zeit wurde eine Reihe von Büchern verfasst. Die damals sehr populäre chinesische Landschaftsmalerei gab der Penjing-Kunst neue Impulse. Man bezeichnete sie als „dreidimensionale Gemälde“, „stumme Gedichte“ oder „lebende Skulpturen“, meist waren sie etwa einen halben Meter groß, so dass sie noch auf einem Teetischchen platziert werden konnten – dann galten sie als besonders kostbar.
In der Qing-Dynastie (1644–1911) drangen Bonsai allmählich in die vornehmen Familien des Landes vor, die nicht selten einen eigenen Penjing-Gärtner anstellten. In Suzhou fand alljährlich ein Wettbewerb um die schönsten Bäume des Landes statt. Dabei zeigte sich, dass die unterschiedlichen Regionen verschiedene Stilrichtungen entwickelt hatten:
- Lignan-Schule (Guangzhou)
- Shanghai-Schule
- Suzhou-Schule
- Yangzhou-Schule
- Sichuan-Schule.

Es heißt, wer erfolgreich einen Bonsai gezogen und gepflegt hat, müsse sich keine Sorgen um das Wohl seiner Seele nach dem Tod machen.

### Japan

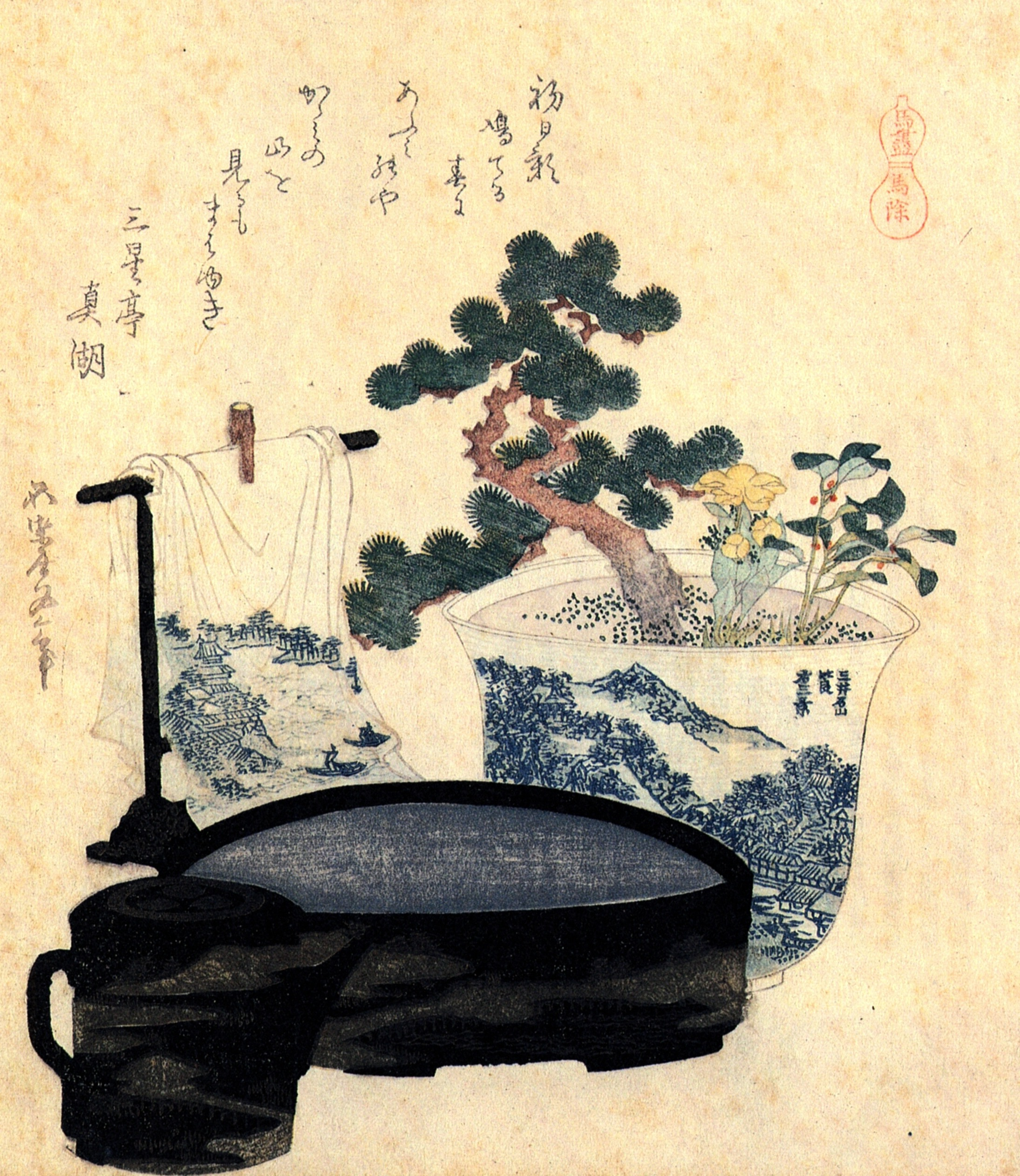
Darstellung eines Bonsais in einer Grafik von Katsushika Hokusai (1760–1849)

Im 10./11. Jahrhundert brachten buddhistische Mönche die Bonsaikunst nach Japan. Dort entwickelte sich der Bonsai-Stil lange Zeit parallel zu China.
In der Edo-Zeit erfuhr die Mode der Topfkultivierung von Pflanzen und Bäumen einen starken Aufschwung, nicht zuletzt durch das Vorbild des damaligen Shogun Tokugawa Iemitsu (1604–1651). Damals sammelte man vor allem Pflanzen, deren Blüten und Blätter auffällige Mutationen hervorgebracht hatten und so in der Natur nicht vorkamen. Viele dieser Bäume wiesen Krümmungen und Biegungen auf, die heute unnatürlich erscheinen („Oktopus-Stil“, einige Exemplare aus der Iemitsu-Sammlung sind bis heute erhalten). Diese seltenen Pflanzen wurden bald zu Spekulationsobjekten, ganz ähnlich wie beim holländischen Tulpenfieber.
Gegen Ende der Edo-Periode kam das Shogunat ins Wanken. Vor allem die Bunjin (japanisch 文人, chin. wénrén „Mann des Wortes“, wird aber meist mit „Literat“ übersetzt) taten sich von Kyōto und Osaka aus als Organisatoren von Demonstrationen und anderen anti-monarchistischen Aktionen hervor. Sie wandten sich auch gegen die sehr artifizielle Bonsai-Kultur jener Zeit, und aufgrund ihrer Beschäftigung mit chinesischer Malerei und Literatur fanden sie zu einem neuen Stil, den Bunjingi (Der Name ist in Anlehnung an den „Literaten-Stil“ der chinesischen Kunst entstanden). Sie bevorzugten heimische Arten wie Kiefern und Ahorne und nahmen die Natur zum Vorbild für ihre Gestaltungen. In der damaligen kunsttheoretischen Literatur (beispielsweise im chinesischen Senfkorngarten, im Yuo Hikusai-gafu und im Kaishi-en-kaden) wurden die heute bekannten Stilformen wie Kengai und Chokkan bereits formuliert. Besonders in der Kaiserstadt Kyōto und in Osaka war der Stil bei Gelehrten sehr beliebt und galt als antinational und avantgardistisch.
Während die Herrschenden eine Politik der Isolierung betrieben und eine Reise nach China bei Todesstrafe verboten war, formten sich die japanischen Gelehrten ihr eigenes kleines China aus Felssteinen und Pflanzen nach. Dabei wurden die Bäume immer stärker zum Ausdruck ihrer Vorstellung von einem Leben, in dem man seine Ideale kompromisslos verwirklichen kann.
Anfang der Meiji-Zeit entdeckte auch die Tokioter Oberschicht ihre Liebe zum Bonsai. Das Gestaltungsideal war jedoch nicht länger die Form natürlich wachsender Bäume, sondern ihre Nähe zur chinesischen Malerei. Bonsai wurden in Teehäusern ausgestellt und erreichten allmählich auch die unteren Schichten der Bevölkerung.
Nach dem Sieg im Krieg gegen China und Russland verkörperten sie wieder den Geist des Revolutionären in einem Klima des von oben verordneten Nationalismus und avancierte endgültig zur Kunstform, die auch auf Ausstellungen gezeigt wurde. Man wollte „ein Kunstwerk schaffen, das natürlicher als die Natur selbst ist, wobei stets die Schönheit der Natur als Vorbild dient“. Gegen Ende der Meiji-Zeit formte sich das noch heute gültige Gestaltungsideal aus, wonach Bunjingi einen hohen, geschwungenen Stamm und wenig Äste aufweisen sollen.
1867 stellte Japan auf der Weltausstellung in Paris erstmals Bonsai einer westlichen Öffentlichkeit vor.
Nach dem Zweiten Weltkrieg verbreitete sich Bonsai als Hobby in der ganzen Welt.

## Die Bonsai-Kultivierung
Der Bonsai-Baum ist ein in einem Pflanzgefäß gezogenes Bäumchen, das durch Kulturmaßnahmen (Formschnitt, Wurzelschnitt, Blattschnitt, Drahtung) klein gehalten wird und in künstlerischer Gestaltung in eine gewünschte Wuchsform gebracht wird. Diese folgt den Prinzipien des Wabi und Sabi der Zen-Kultur und den – teils konfuzianisch, teils taoistisch beeinflussten – Baumdarstellungen der klassischen chinesischen Malerei. In Japan werden Bonsai im Garten oder in der Tokonoma, einer gestalterisch hervorgehobenen Nische im Zimmer aufgestellt. Bonsaibäume können bei guter Pflege viele hundert Jahre alt und sehr wertvoll werden. Im Westen wird unter Bonsai im Allgemeinen nur der Bonsai-Baum verstanden. Bonsai, in Japan eingebettet in eine Natur- und Weltanschauung, wird damit auf Formales und Ästhetisches reduziert. Der kulturelle Hintergrund der japanischen Vorbilder wird zwar wahrgenommen und unterschiedlich stark reflektiert, spielt aber insgesamt eine untergeordnete Rolle.

### Gehölzarten für Bonsai
Für Bonsai eignen sich nahezu alle verholzenden, kleinblättrigen oder kleinnadligen Baum- und Straucharten.

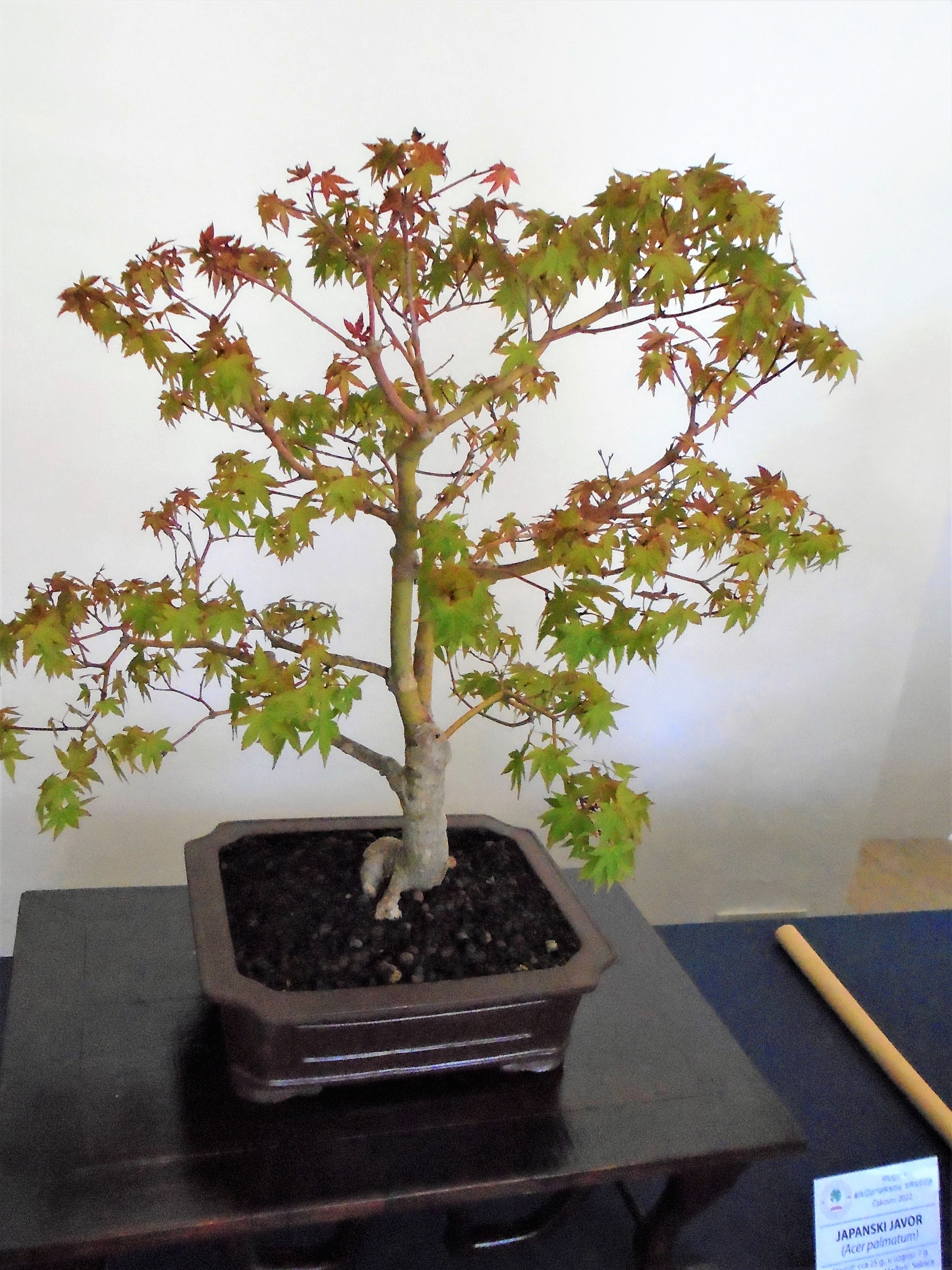
Japanische Fächer-Ahorn (Acer palmatum) in einer Bonsai-Ausstellung

Traditionell werden in Japan Kiefern (zum Beispiel Mädchen-Kiefer, Pinus parviflora), Wacholder, Ahorne (Dreispitz-Ahorn, Acer buergerianum, und Fächer-Ahorn, Acer palmatum), asiatische Ulmenarten (besonders die Chinesische Ulme, Ulmus parvifolia), Azaleen, Fruchtbäume wie Kulturapfel oder Japanische Aprikose (Prunus mume) verwendet.
In Mitteleuropa verwendet man vorwiegend einheimische Gehölze, die an das regionale Klima angepasst sind, aber auch importierte winterharte Pflanzen aus Japan und anderen Ländern. Beliebt sind kleinblättrige Ahornarten – unter ihnen die rotblättrigen japanischen Ahornsorten – sowie Kiefern, Fichten, Buchen und Wacholder. Allerdings werden einheimische Bonsai, besonders kleinere Exemplare, vor starken Frösten geschützt, indem sie beispielsweise im Boden eingesenkt oder mit einer Mulchschicht bedeckt werden. Bereits Luftfrost könnte zum Durchfrieren des Schaleninhalts führen, dagegen stehen Bäume in der Natur nur sehr selten in dauerhaft gefrorenem Boden.
Im Zuge der Verbreitung der Bonsaikultur im westlichen Kulturkreis wurden die Bonsaitechniken auch auf verholzende Zimmerpflanzen (englisch indoor plants) übertragen, sodass heute zwischen Indoor und Outdoor unterschieden wird. Die Kultur von Indoors ist problematisch, da man ihnen die dringend benötigten Lebensbedingungen (durchgehend 2000–3000 Lux 12 Stunden am Tag, Luftfeuchte bei 70–90 Prozent bei einer Temperatur von etwa 15–30 °C) in normalen Haushalten kaum bieten kann und die Pflanzen folglich kränkeln oder eingehen. Schwierig ist erfahrungsgemäß die Zimmerkultur des Fukientees (Carmona microphylla, auch als Ehretia microphylla oder Ehretia buxifolia bezeichnet) und des Junischnees (Serissa foetida). Einzig kleinblättrige Arten der Gattung Ficus haben sich als so robust und anpassungsfähig erwiesen, dass sie problemlos als Indoor-Bonsai gehalten werden können. Sie gelten heute als die typischen Anfängerpflanzen.
Bonsai können aus Sämlingen, aus Jungpflanzen und aus in der Natur gesammelten Pflanzen (Yamadori) geformt werden. Oft eignen sich auch Baumschulpflanzen oder Containerpflanzen aus dem Gartencenter. Genetisch unterscheiden sich Bonsai-Bäume nicht von gewöhnlichen Pflanzen. Daher gibt es auch keine Bonsaisamen. Allein durch die Kulturmaßnahmen behält der Bonsai-Baum seine charakteristische Größe.

### Findlinge bzw. Yamadori
Neben der Vermehrung aus Samen, Stecklingen oder dem Weiterentwickeln von Baumschulpflanzen bietet sich auch das Ausgraben von Bäumen, so genannten Findlingen, an. Besonders wild aussehende Bäume (zum Beispiel aus dem Hochgebirge) werden Yamadori genannt. Ein Übersiedeln eines alten Gewächses kann sich aber aufwändig gestalten und erfordert Erfahrung, jedoch kann diese Art der Rohpflanzengewinnung zu besonders schönen und interessanten Bonsai führen.
Bevor man sich einen Findling aneignet, muss unbedingt die Erlaubnis des Grundeigentümers oder des jeweiligen Besitzers eingeholt werden und allenfalls umweltschutzrechtliche Aspekte geklärt werden. Einen Baum ohne Erlaubnis des Eigentümers oder Besitzers auszugraben ist illegal (Waldfrevel) und kann strafrechtlich und auch zivilrechtlich verfolgt werden. Im Westen sind ökologische Folgen der Yamadori-Suche heute noch vernachlässigbar, in Japan dagegen wurden auf diese Weise über lange Zeit ganze Gebiete geplündert (etwa von Wacholdern).

### Miniatur-Bonsai/Mame

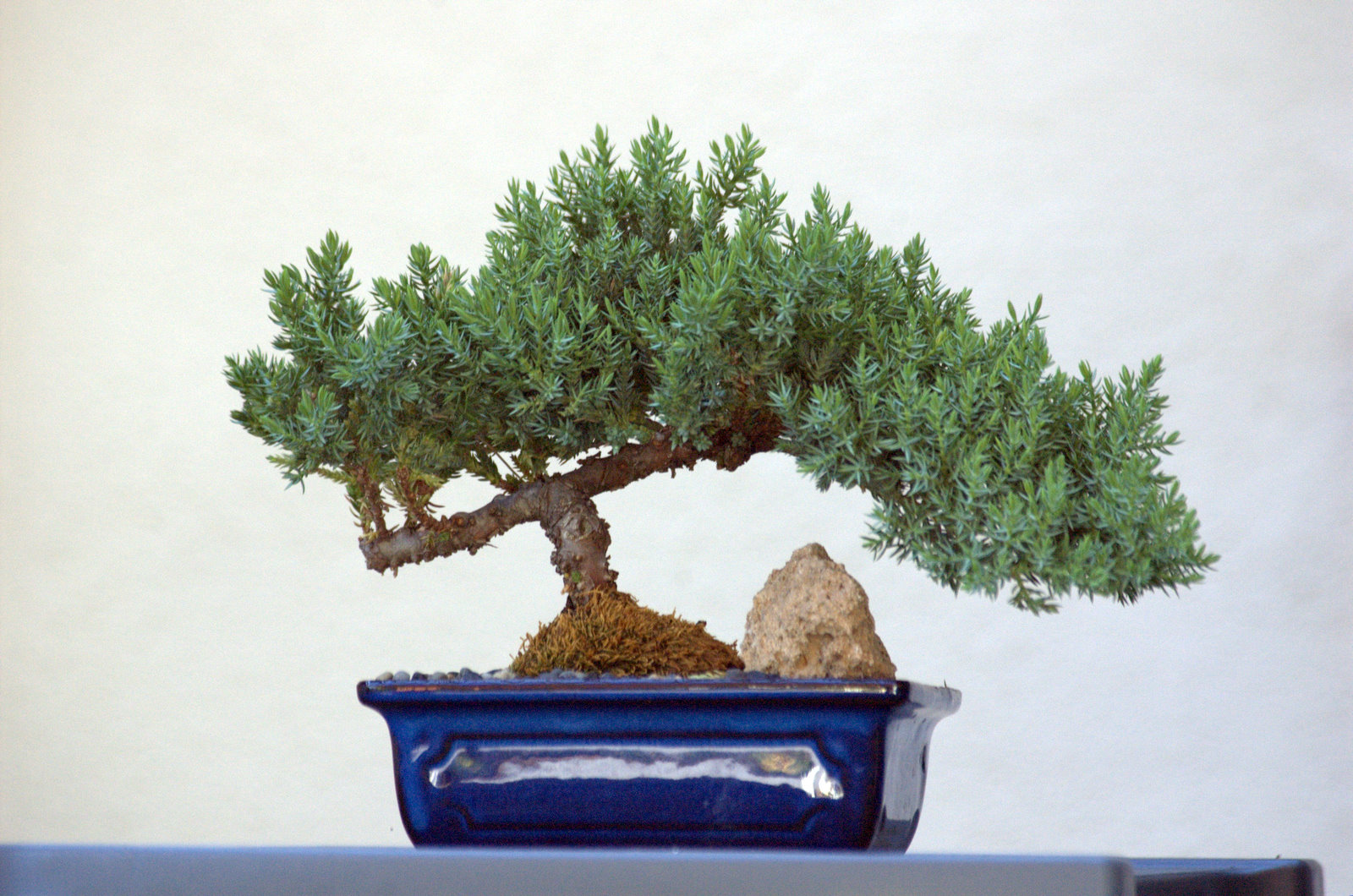
Mame (Miniatur-Bonsai)

Mame-Bonsai sind nur wenige (höchstens 20) Zentimeter groß. Diese Art von Bonsai erfordert langjährige Erfahrung, da es wesentlich schwerer ist, solche Bonsai zu pflegen (Gefahr der Austrocknung, Schwierigkeiten der Gestaltung). Meistens kann man diese Form von Bonsai nicht sehr lange in dieser Größe halten, oft werden sie dann zu größeren Bonsai weiterentwickelt.

### „Kaufhaus“-Bonsai

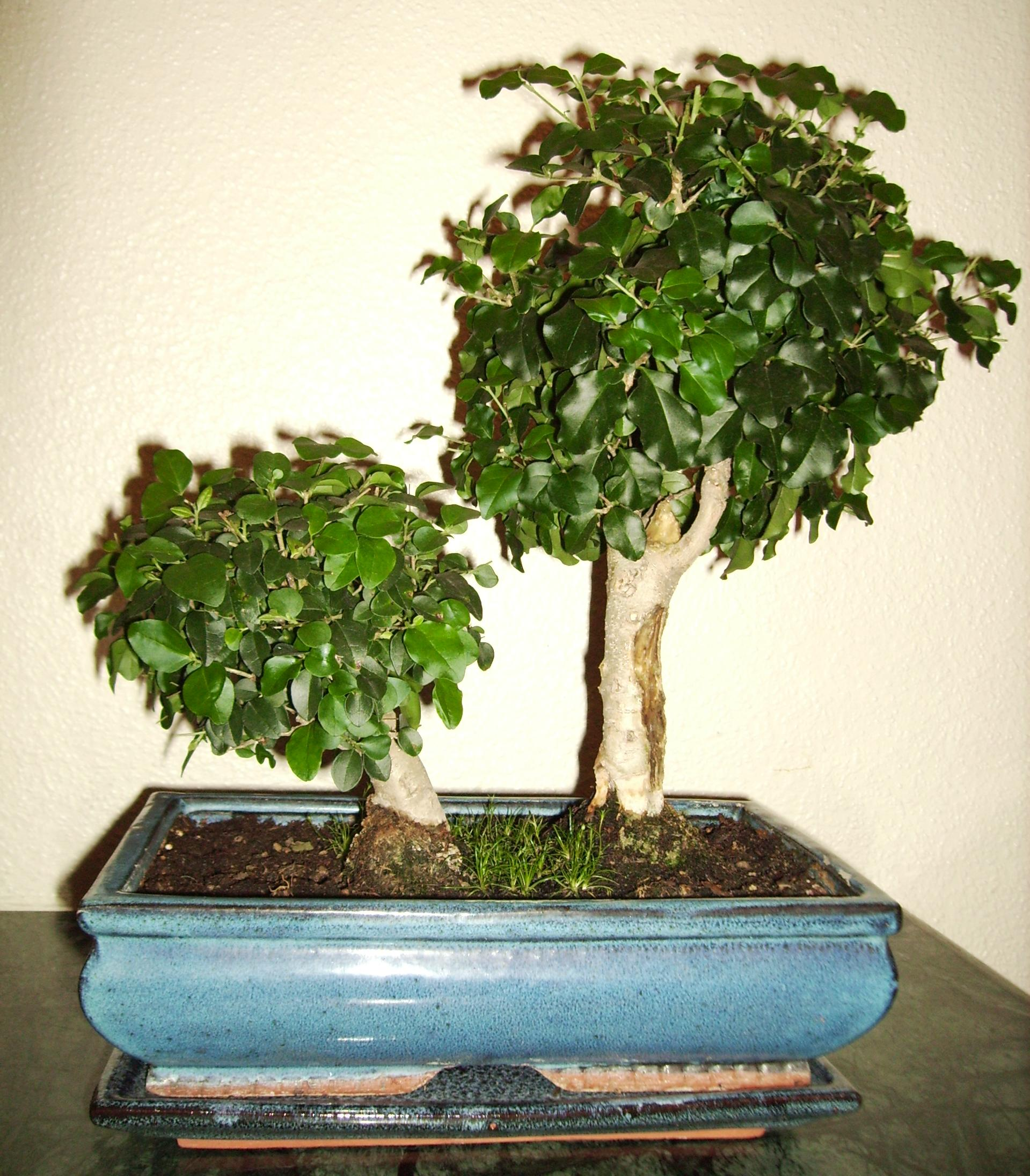
„Kaufhaus“-Bonsai, Chinesischer Liguster (Ligustrum sinense)

Auch in Blumengeschäften, Kaufhäusern und Baumärkten werden Indoor-Bonsai angeboten. Dem niedrigen Preis entsprechend weisen diese Bäume in der Regel starke ästhetische Kompromisse auf, z. B.:
- Um einen starken Stamm zu erreichen, wurde ein Baumschulbaum gekappt und der oberste Ast als Stamm weitergeführt. Bei billigen Exemplaren ist dies unharmonisch ausgeführt; das Astwerk verbirgt kaum die Schnittstelle.
- Durch zu seltene Nachführung der Drahtung weisen die Äste Einbuchtungen oder gar Narben auf.
- Es kommt vor, dass Drähte eingewachsen sind.
- Häufig fehlen stilistische Aspekte, welche für die ästhetisch-natürliche Gesamterscheinung des Bonsai wichtig sind, wie z. B. eine gut überlegte dreidimensionale Astanordnung sowie das Einhalten von Grundproportionen der einzelnen Äste zur Gesamterscheinung des Baumes. Die verwendeten Schalengrößen weichen häufig von den klassischen Vorgaben, wie z. B. „Schalentiefe ungefähr gleich Stammdurchmesser“ ab, hierdurch kann es passieren, dass der Bonsai bei einer überdimensionierten Schale eher wie eine normale Zimmerpflanze wirkt.
- Gelegentlich handelt es sich gar nicht um „echte“ Pflanzen, sondern um Nachbildungen.

### Gestaltungsrichtlinien
Zur Bonsaigestaltung bestehen unterschiedliche und teils einander widersprechende Ansichten über die einzelnen Stilelemente, die sich insbesondere auf die Stammform, die Astanordnung, Feinverzweigung und die passende Schale beziehen. Abweichende Standpunkte in unterschiedlichen Regionen und Epochen sowie uneinheitliche Leitlinien zahlreicher Verbände und Vereine führten zu den verschiedenartigen Gestaltungsrichtlinien für Bonsai. Gemeinsam ist ihnen im Allgemeinen, dass ein Bonsai als lebende, dreidimensionale Skulptur, entweder wie ein miniaturisierter freiwachsender Baum oder aber eine stilisierte Interpretation eines solchen Baums auf den Betrachter wirken soll.
Oft sind die festgelegten Gestaltungsrichtlinien für Bonsai bei Wettbewerben und zur finanziellen Wertbestimmung von entscheidender Bedeutung. Dabei ist auch die Gesamterscheinung und Individualität des Baumes im Rahmen der Gestaltungsregeln von großem Einfluss. Viele exzellente und teure Bonsai weisen dagegen nur eine begrenzte Treue zu den strengen Gestaltungsrichtlinien auf, imponieren jedoch durch ihre Einzigartigkeit und Komplexität, was häufig nur ohne Berücksichtigung der Grundregeln möglich ist. Die Gestaltungsregeln für Bonsai werden in der Fachliteratur und bei Verbänden oft und kontrovers diskutiert.

### Gestaltungsmaßnahmen

#### Grundschnitt und Erhaltungsschnitt
Der erste Schnitt ist der Gestaltungs- oder Grundschnitt. Hierbei legt man die Gestaltungsform fest. Im Erhaltungsschnitt wird eine dichter werdende Verzweigung angestrebt. Ein regelmäßig durchgeführter Schnitt sorgt für einen kompakten Wuchs, für eine feine Verzweigung, beziehungsweise eine ausreichende Dichte.
Dabei werden die aus der Gestaltungsform hinauswachsenden Triebe zurückgenommen. Wird wenig zurückgeschnitten, so wird weniger Wachstum angeregt als bei einem seltenen, dafür aber starken Rückschnitt. Der jeweilige Neuaustrieb hängt wesentlich von der Jahreszeit ab. Einheimische Arten treiben zumeist im Frühjahr oder im Juni aus. Bei der Entfernung alter Zweige, man spricht dann vom mehrjährigen Holz, werden besonders sogenannte schlafende Knospen zum Austrieb angeregt, was eine Erneuerung aus dem Inneren der Baumkrone bewirkt.
Das Entfernen der Pfahlwurzel fördert die Verzweigung des Wurzelballens, sodass sich ein feines, gleichmäßiges Wurzelsystem bildet.
Auch der Standort der Pflanze ist von Bedeutung. An einem zu dunklen Standort wird sie Langtriebe, die sogenannten Strecktriebe hervorbringen. Meist gibt es kaum Kompromisse in Bezug auf die Lichtbedürfnisse der einzelnen Arten.

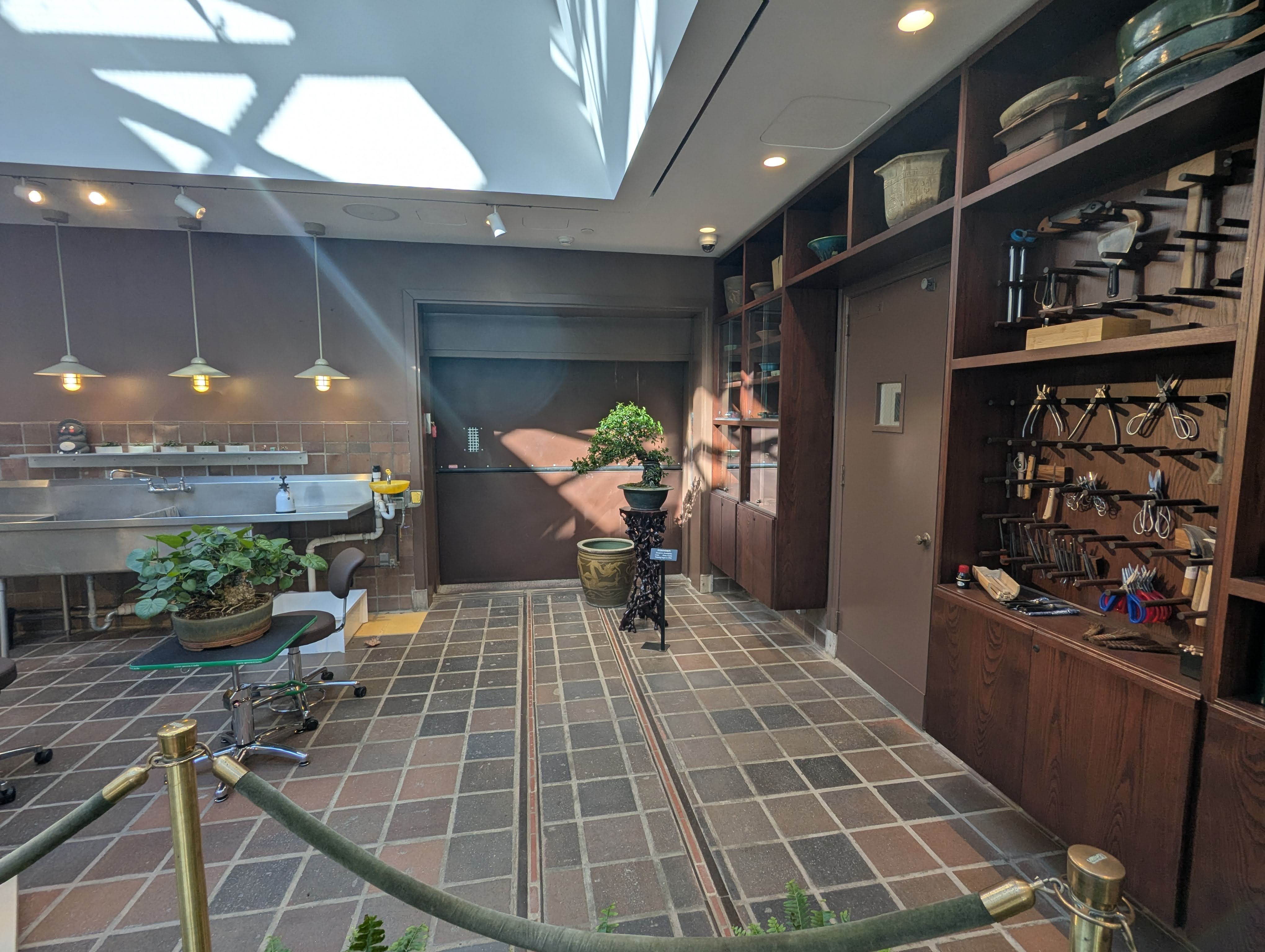
Bonsai Werkstatt (Longwood Gardens)
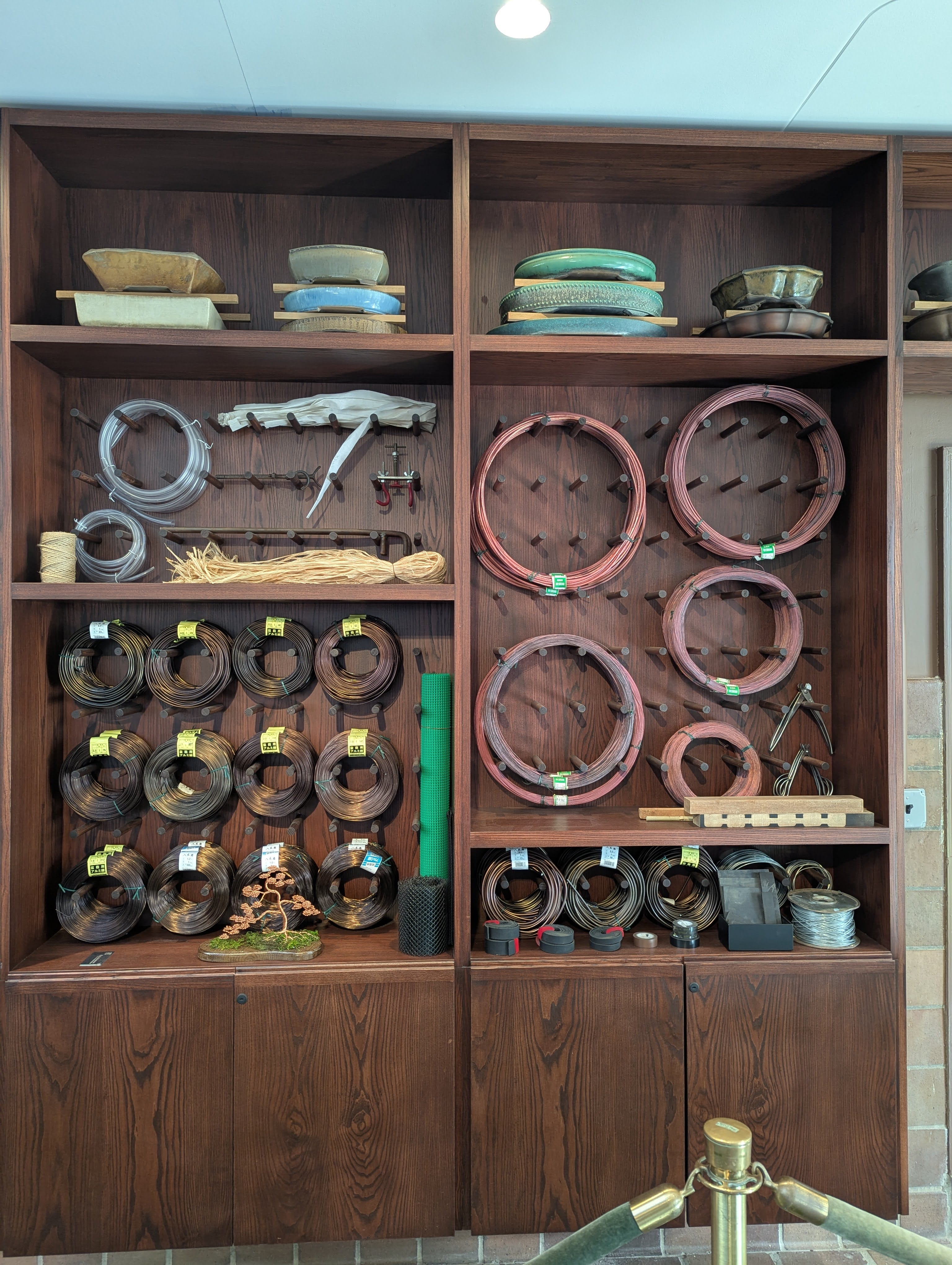
Bonsai-Drähte (Longwood Gardens)

#### Drahtung

Drahtung und Formung eines Bonsais

Außer durch die traditionelle Methode des „Zurückschneidens und Wachsenlassens“, können die Äste auch durch Spanndrähte geformt werden. Traditionell wurden Palmfaserschnüre verwendet.
Heute wendet man meist die Methode der Drahtung an. Dazu werden der Stamm, die Äste oder die Zweige (je nachdem, welchen Teil des Baumes man korrigieren möchte) spiralig mit eloxiertem Aluminium- oder weichgeglühtem Kupferdraht umwickelt und vorsichtig in Form gebogen.

#### Blattschnitt

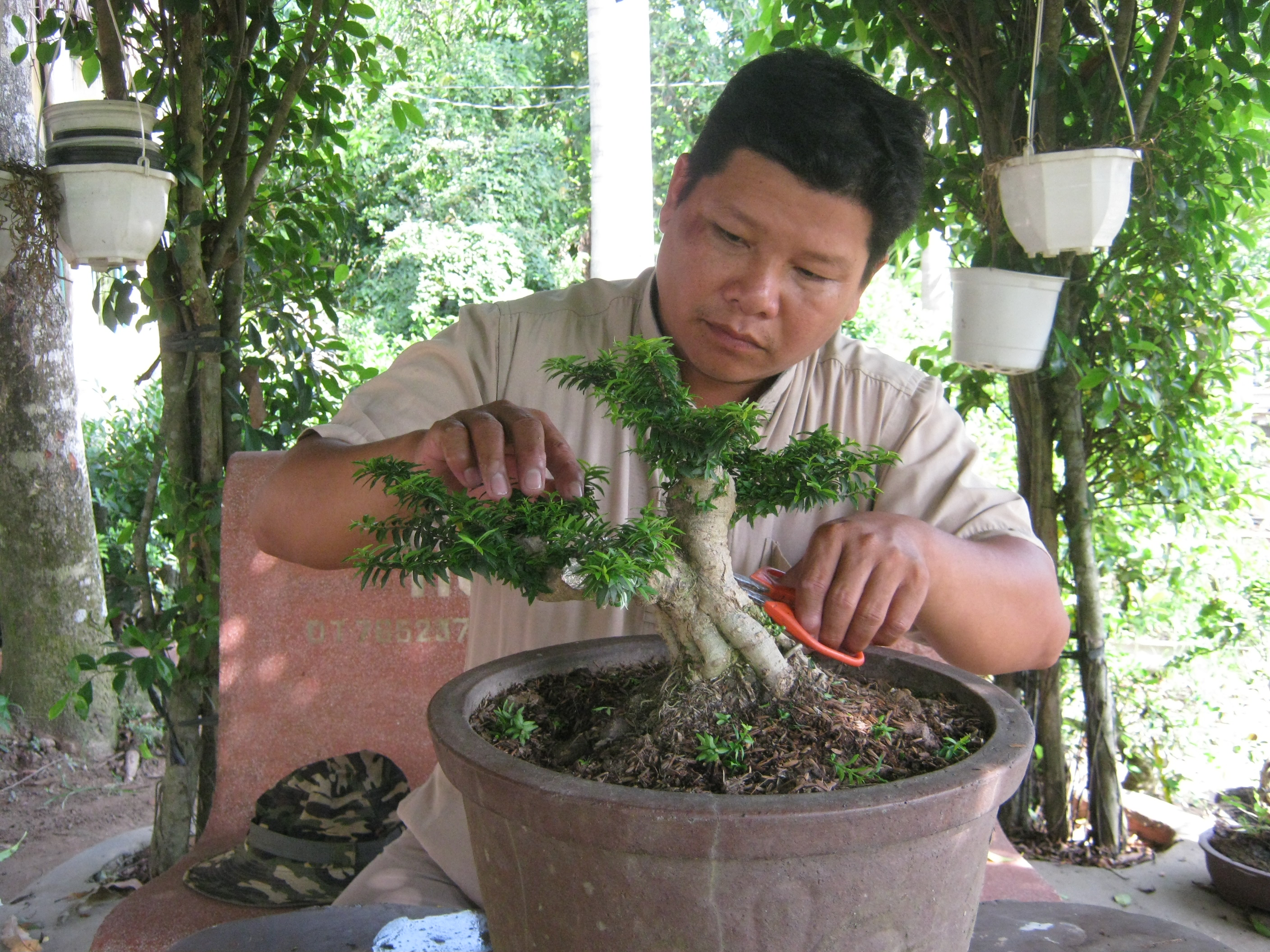
Blattschnitt eines Bonsais

Durch einen Blattschnitt wird ein ‚künstlicher Herbst‘ vorgetäuscht. Er wird besonders in starkwüchsigen Zonen des Baumes angewandt, um ihn zur verstärkten Bildung von Seitentrieben anzuregen und die Feinverzweigung zu fördern. Zudem sind die neu ausgetriebenen Blätter meist etwas kleiner und wirken dadurch harmonischer zur Bonsaigröße.
Zum Schutz der Knospe wird dabei in der Blattachsel der Stiel stehen gelassen. Beim Austrieb der Knospe fällt der Stiel später ab.

#### Entrinden

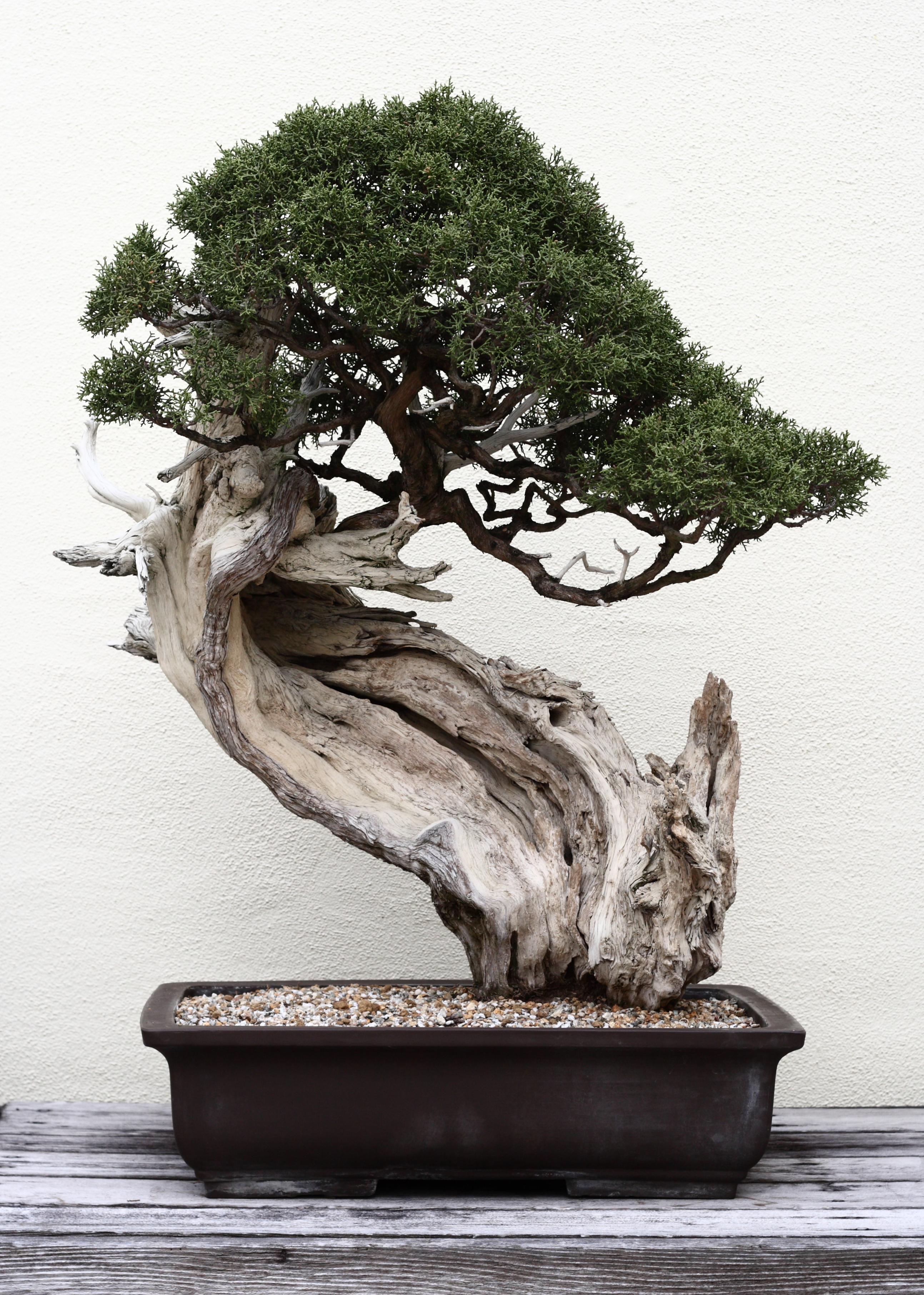
Kalifornischer Wacholder (Juniperus californica) mit entrindeten Stammbereichen

Durch das Entrinden von Stamm- oder Astpartien (in der Fachsprache Shari für Stammpartien, beziehungsweise Jin für Aststümpfe genannt) erhält der Bonsai das Erscheinungsbild eines gealterten Baumes.
Dabei kann das freigelegte Holz auch mit Werkzeugen wie Messer, Fräsen und Meißel weiterbearbeitet und gestaltet werden. Meist werden die bearbeiteten Partien abschließend mit einem Präparat auf Basis von Schwefelkalk behandelt. Das Mittel dient zur Sterilisation und zum Bleichen der Oberflächen.

#### Abmoosen

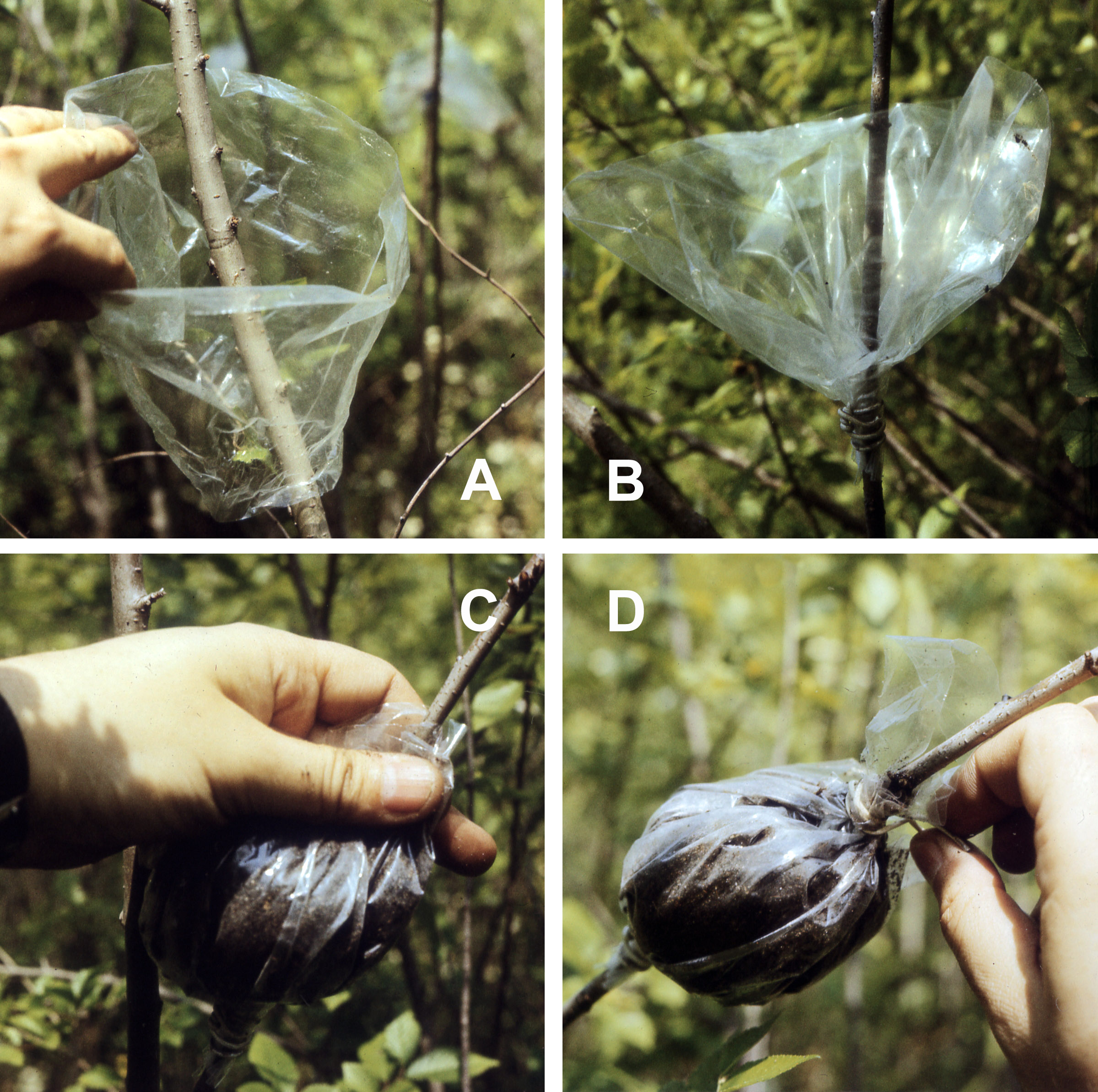
Technik des Abmoosens

Durch das sogenannte Abmoosen wird eine „Verkürzung“ der Bäume erreicht. Dazu wird die Rinde eines Pflanzenteils, z. B. eines Astes, bis auf das Kambium in einem 2 bis 4 cm breiten Streifen ringförmig abgeschält. Anschließend wird der rindenfreie Ring mit einem Substrat sowie einer Folie umhüllt und regelmäßig befeuchtet. Nach der Bildung von Wurzelmaterial kann der betreffende Pflanzenteil abgetrennt und als eigenständige Pflanze weiter kultiviert werden.

#### Anplatten
Durch das Anplatten von Ästen oder Zweigen, vorzugsweise am Stamm der Ausgangspflanze, können Äste und Zweige einem gewählten Teil der Pflanze zugefügt werden.

## Schale

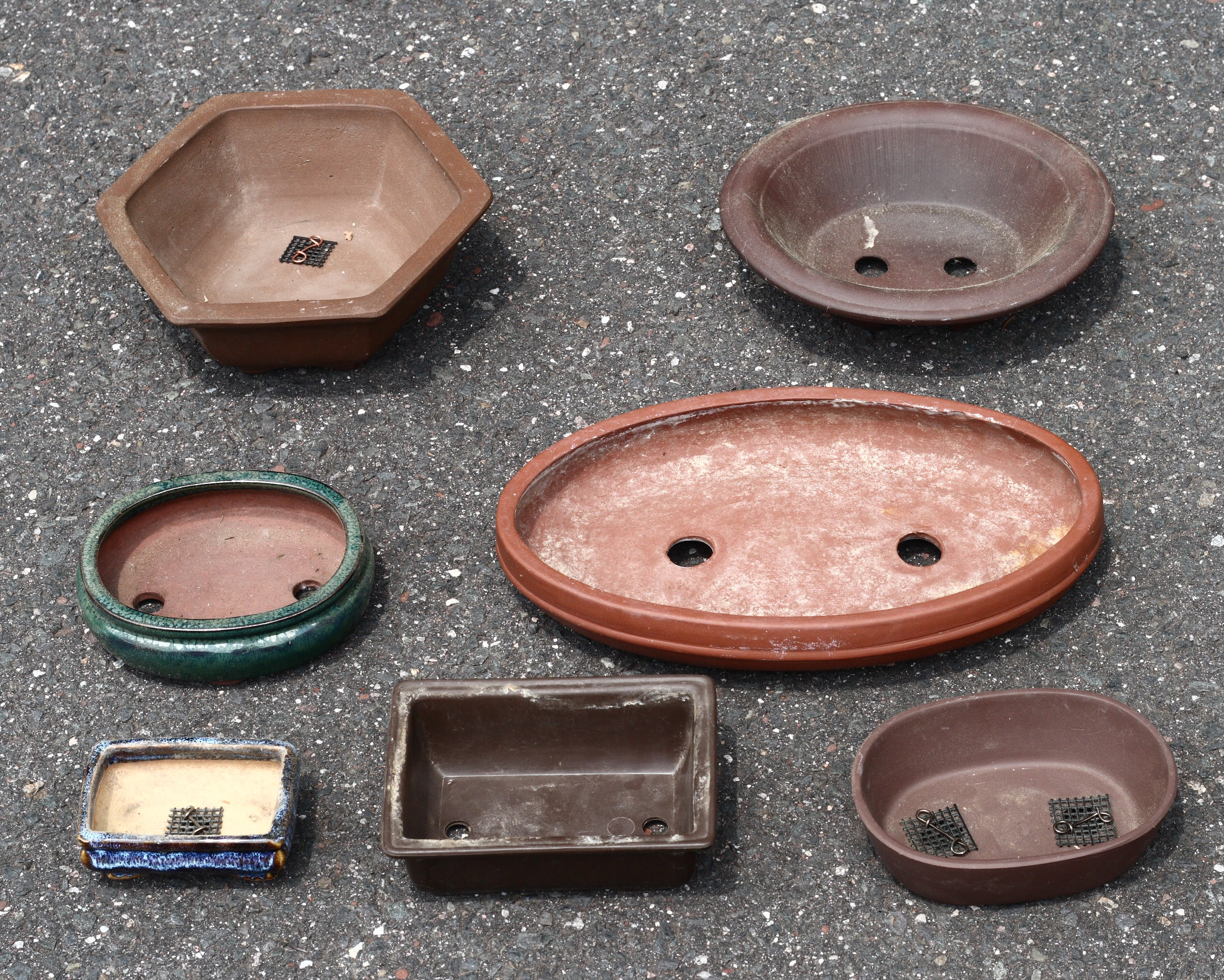
Bonsaischalen

Was für das Bild der Rahmen, ist für den Bonsai die Schale. Sie stellt also einen weiteren wesentlichen Bestandteil des Gesamtkunstwerks Bonsai dar und muss entsprechend zu jedem Baum individuell und sorgfältig ausgesucht werden. In manchen Fällen wird eine Schale auch extra für einen Baum in Handarbeit hergestellt. Für würdevolle alte Kiefern im aufrechten Stil bieten sich beispielsweise rechteckige Schalen in unglasierten Erdtönen an, für blühende oder zart gebaute Bäume würde man eher runde oder ovale Formen in hellen Tönen wählen. Kaskaden und Halbkaskaden wachsen in tieferen Schalen, da sonst das optische Gleichgewicht nicht stimmt und der Baum zu kippen scheint. Für Literatenformen werden oft runde Schalen (sogenannte Trommelschalen) benutzt. Bei der Auswahl der Schale ist zu beachten, dass diese nicht im Mittelpunkt stehen soll, sondern der Bonsai. Eine „zu schöne“ oder zu auffällige Schale lenkt von dem Bonsai ab und erfüllt somit nicht ihren Zweck. Ausnahmen bilden die kleinsten Bonsai, Mame: Hier werden mit Vorliebe sehr bunte und auffällige Schalen verwendet.

## Präsentationstisch

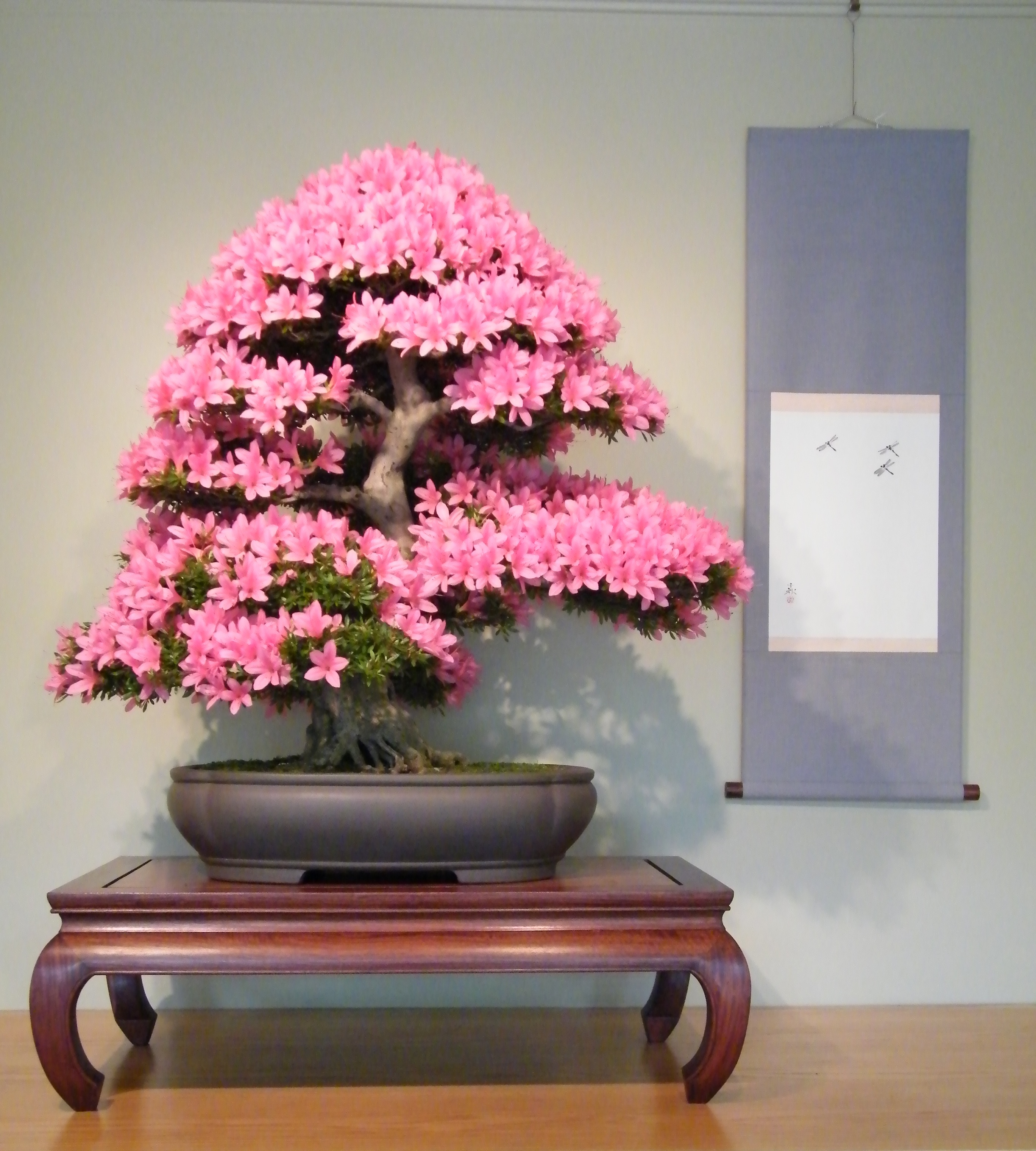
Satsuki Azalee in frei aufrechter Form auf einem Bonsai-Präsentationstisch

Bonsaitische als ein Stilelement der Gesamtkonzeption aus Baum, Schale und Tisch haben eine hauptsächlich ästhetische Funktion. Die Aufgabe des Bonsaitisches ist es, den Bonsai höher als die gegebene Oberfläche zu präsentierten, was dem Bonsai zum einen zusätzliche Erhabenheit, Anmut und Förmlichkeit sowie einen stärkeren Charakter verleiht, zum anderen aber auch den Blickwinkel auf den Baum verbessern kann.

## Pflege
Im Vergleich zu anderen Zierpflanzen liegen bei der Bonsaipflege einige Unterschiede vor, welche zur sachgerechten Haltung des Bonsai beachtet werden müssen.

### Begrenzter Wurzelraum
Da das Wurzelwachstum durch die Bonsaischale begrenzt wird, steht dem Baum nur wenig Raum zur Bildung zusätzlicher Wurzeln zur Verfügung. Um dennoch ausreichend Wachstum zu erhalten, ist wesentlich intensivierte Düngung erforderlich. Falls hierfür anstatt moderner mineralischer Substrate klassische Erdmischungen eingesetzt werden, ist eine der Baumart entsprechende, genau gesteuerte Wasserzufuhr notwendig, da das begrenzte Erdvolumen nur wenig Wasser speichert bzw. übermäßiges Gießen nur begrenzt abgefangen wird, so dass die Gefahr von Wurzelfäule oder düngerbedingter Versalzung der Erdmischung besteht. Daher ist der Einsatz mineralischer Substrate auf dem Vormarsch.

### Schädlinge und Krankheiten
Die Folgen eines Befalls, wie z. B. Blatt- oder Astverluste, fallen aufgrund der Baumgröße und der detaillierten Gestaltung stärker ins Gewicht als bei größeren Pflanzen.
Die frühzeitige und fachgerechte Bekämpfung des Befalls ist hier besonders wichtig, wobei Ausfälle zum Teil jedoch auch als Gestaltungsmerkmal genutzt werden können.

## Aufstellung des Bonsai

### Tokonoma
Zur traditionellen Ausstellungssituation in der Tokonoma gehören: Ein Rollbild im Hintergrund, das den Baum um eine weitere Dimension ergänzt (zu Kiefern passen ruhige Bergmotive, zu Ahornen auch Tierszenen), ein Tischchen oder eine lackierte Baumscheibe sowie eine „Akzentpflanze“, die als Kontrapunkt fungiert und das Thema der Szene vertieft und unterstützt (meist Gras, Bambus, kleinwüchsige Stauden in einem flachen Schälchen). Aus dieser Form der Aufstellung ergibt sich auch die im japanischen Gestaltungsstil erforderliche Wahl einer Vorderseite (Betrachtungsseite) des Bonsais.
Auf der jährlich in Tokio stattfindenden Kokufu-ten, der größten Bonsai-Schau Japans, werden seit 1933 die besten Bäume des Landes prämiert. Schon die Einladung zur Ausstellung gilt als große Ehre.

### Europäische Ausstellungssituation
In Europa hingegen werden Bonsai in der Regel nicht in Tokonoma aufgestellt. Eine ausgewählte Vorderseite ist darum oft weniger wichtig, ebenso die in Japan häufigen Begleitdekorationen (sogenannte Beisteller, kleine Figuren und Rollbilder). Ähnlich wie in chinesischen und japanischen Gärten werden auch Bäume gestaltet, die von allen Seiten betrachtet werden können. In vielen Ausstellungen dominiert aber nach wie vor ein traditionelles Schema, die Bäume werden auf längs aneinandergereihten Tischen vor Stellwänden präsentiert.

## Formkunde des asiatischen Bonsaistils
Die asiatischen Formen der Bonsaigestaltung leiten sich aus fast zweitausendjähriger Tradition ab, die heute noch Anwendung finden. Im Laufe des 20. Jahrhunderts entwickelten sich die heutigen Gestaltungsformen für den Bonsai. Dies gilt jedoch hauptsächlich für japanische Bonsai.
In der europäischen Bonsaigestaltung haben sich nach einer anfänglichen Phase der reinen Adaption japanischer Formsprache allmählich Schwerpunkte gebildet: Neben den Verfechtern einer traditionellen Gestaltungsauffassung hat sich beispielsweise eine „naturalistische Bonsaigestaltung“ entwickelt, in der die Bonsai Bäumen in der freien Natur möglichst ähnlich sehen sollen. Daneben gibt es Gestaltungen, die von chinesischen Penjing beeinflusst sind, vereinzelt auch experimentelle, künstlerisch freie Gestaltungen.
Die Gestaltungsziele weichen wesentlich voneinander ab: Während der in Europa vermittelte japanische Stil hauptsächlich auf die Einhaltung bestimmter formaler Vorgaben abzielt (s. u.), konzentriert sich der naturalistische Stil auf die Gestaltung interessanter naturnaher Formen. Künstlerisch freie Arbeiten benutzen den Bonsai dagegen als Gestaltungselement in einem weiteren Zusammenhang. In allen Fällen wird der Bonsai intensiv gestaltet, jedoch mit unterschiedlichem Fokus.
Nachfolgend werden die japanischen Gestaltungsformen definiert:

### Die aufrechte Form

#### Chokkan
|  | Ein Chokkan (直幹, wörtlich: „aufrechter Stamm“) – „streng aufrechte Form“ – hat einen geraden, senkrechten Stamm, dessen Spitze sich genau über dem Wurzelansatz befindet. Als Bonsai wird ein Chokkan meist selbst gezüchtet, da dort die Voraussetzungen eher gegeben sind. In der Natur sind solche Bäume meist in dichten bewaldeten Monokulturen zu finden, wo sie gleichmäßig Licht und Nährstoffe finden. Auch Windstille ist nötig. Aber auch durch Gestaltung kann ein schiefer Findling noch gerade werden. |

#### Moyōgi
|  | Der Moyōgi (模様木, wörtlich: „Form eines Baums“) – „frei aufrechte Form“ – bewegt sich in harmonischen und von unten nach oben immer schwächer werdenden Schwüngen zur Spitze hin, wobei sich die Spitze im Lot über dem Stammfuß befindet; so ist der Baum optisch stabil. Die Hauptäste befinden sich idealerweise jeweils an der Außenseite der Schwingungen. Der Stammverlauf sollte gut erkennbar und der Stammfuß ausgeprägt sein. Die Krone hat die Form eines ungleichmäßigen, spitzen Dreiecks. Der Bonsai in der frei aufrechten Form wird nicht in der Mitte der Schale, sondern nach dem ersten Drittel platziert. |

#### Kabudachi, Mehrfachstamm
|  |  | Beim Kabudachi (株立(ち), dt. „auf Baumstumpf stehend“) entspringt eine meist ungerade Anzahl von Bäumen einem gemeinsamen Stammfuß. Jeder Baum sollte unterschiedlich hoch und dick sein, der Hauptbaum ist am höchsten und am dicksten. Gemeinsam bilden alle Bäume optisch eine Einheit, deshalb spielen die Astanordnung und die Formung der gemeinsamen, spitzwinkligen Krone eine große Rolle. Jede aufrechte Form ist möglich, jedoch müssen alle Bäume in derselben Form gestaltet sein. Am häufigsten sind Moyōgi, die frei aufrechte Form, und Chokkan, die streng aufrechte Form. |

#### Sōkan
|  | Sōkan (双幹, dt. „Zwillingsstamm“) ist eine Variante des Mehrfachstamms (Kabudachi) und heißt in Japan auch „Vater und Sohn“. Der erste Seitenast entspringt bei dieser Form sehr tief und bildet einen eigenen Baum, dessen Stamm deutlich niedriger und dünner ist als der des „Vaters“. Beide Bäume bilden optisch eine Einheit, deshalb spielen die Astanordnung und die Formung der gemeinsamen, spitzwinkligen Krone eine große Rolle. Alle aufrechten Formen sind möglich, jedoch müssen beide Bäume in derselben Form gestaltet sein. Am häufigsten ist Moyōgi, die frei aufrechte Form. |

Eine weitere Variante ist auch der Dreifachstamm (三幹, sankan) oder „Vater, Mutter und Sohn“.

#### Netsuranari
|  | Netsuranari (根連なり, „kriechende Form“) ist auch eine Variante des Mehrfachstamms. Eine meist ungerade Anzahl von Bäumen entspringt einem gemeinsamen Stammfuß. Der Stamm jedes Baumes neigt sich im untersten Teil waagerecht über den Boden, ist an dieser Stelle in ihm verwurzelt und strebt erst dann nach oben. Jeder Baum sollte unterschiedlich hoch und dick sein, der Hauptbaum ist am höchsten und am dicksten. Gemeinsam bilden alle Bäume optisch eine Einheit, deshalb spielen die Astanordnung und die Ausformung der gemeinsamen, spitzwinkligen Krone eine große Rolle. Jede aufrechte Form ist möglich, jedoch müssen alle Bäume in derselben Form gestaltet sein. Am häufigsten sind Moyōgi, frei aufrechte, und Chokkan, streng aufrecht. |

### Luftformen

#### Shakan
|  | Der Shakan (斜幹, dt. „geneigter Stamm“) ist geneigt. Er steht fast am Rand der Schale, und wächst am anderen Ende über sie hinaus. Der Baum steht nicht „schief“ (als ob er bald umfallen würde), sondern spürt den steten Wind, dem er in seinem Wuchs nachgibt. Er ist „stark durch Nachgiebigkeit“. Weiter unterschieden wird dieser Variante nach dem Grad der Neigung von Shō-Shakan (小斜幹, wenig geneigt), über Chū-Shakan (中斜幹, mäßig geneigt) bis zu Dai-Shakan (大斜幹, stark geneigt). |

#### Fukinagashi
|  | Der Fukinagashi (吹流し, dt. „Kleinkörper“ od. „Luftschlangen“) – „windgepeitschte Form“ – steht im stürmischen Wind. Die Vorbilder dieser Gestaltungsart sind Windflüchter, die sich beispielsweise an Küsten, in Steppenlandschaften oder auf Bergrücken befinden. Üblicherweise werden die Äste und Zweige bei einem in windgepeitschter Form gestalteten Bonsai fast ausschließlich in eine Richtung vom Stamm weg geführt. Die Neigungsrichtung des Stammes gibt dabei normalerweise die Richtung vor, in welche die Äste geformt werden. Bonsai dieser Form sollen eine gewisse Tragik verkörpern, die im Wesentlichen durch das Entstehen ihrer großen Vorbilder in der Natur begründet ist. Dies kann zum Beispiel durch die Technik des Entrindens noch unterstrichen oder verstärkt werden. Ein Fukinagashi kann beispielsweise aus einem Bonsai mit einem geraden, oder noch besser bereits geneigten Stamm entstehen oder weiter gestaltet werden. |

#### Han-Kengai
|  | Han-Kengai (半懸崖, dt. „Halbkaskade“) neigt sich über den Schalenrand waagerecht nach vorn oder leicht nach unten, jedoch nicht unterhalb des Schalenbodens (das wäre ein Kengai). Der erste Hauptseitenast bildet auf dem höchsten Punkt des Bonsai eine kleine, jedoch nicht dominante, ungleichmäßig dreieckige oder runde Krone. Der Stamm verläuft von der Krone aus in lockeren Schwüngen nach unten. Die übrigen Hauptseitenäste geben der Gestaltung optische Tiefe. In der Natur treten Halbkaskaden oft in Felsennischen oder unter überhängenden Felsen auf. Sie müssen waagerecht oder leicht nach unten geneigt wachsen, um an das Sonnenlicht zu gelangen. Die Halbkaskade wird in eine höhere Schale als die Bonsai in den aufrechten Formen gepflanzt, um der Gestaltung sowohl optisch als auch tatsächlich Stabilität zu verleihen. |

#### Kengai
|  | Der Kengai (懸崖, dt. „Kaskade“) wird meist in einem hohen Topf oder in einer Schale auf hohem Podest gestaltet. Der erste Ast liegt meist noch über der Schale und bildet eine mehr oder minder kräftige Krone, die übrigen Äste und die eigentliche Krone des Baumes werden herabgebogen und reichen bis unterhalb des Topfrandes, in extremen Formen sogar unterhalb des Podestes. Die Wurzeln müssen dabei besonders kräftig ausgebildet sein, um einen besonderen Überlebenswillen in ungünstigen Gefilden, in denen der Baum wächst, darzustellen. Gleichzeitig ist dies notwendig, damit der Baum nicht durch sein eigenes Gewicht aus der Schale kippt. Solche Baumformen findet man im Gebirge, wenn Bäume aus einer Felswand herauswachsen und durch Witterung, Schneelasten u. Ä. herabgebogen wurden. |

### Charakterformen

#### Bankan
|  | Bankan (蟠幹, dt. „zusammengerollter Stamm“): Vor allem aus China stammt die Idee, Bonsai in Tierformen zu ziehen. Da Drachen im Buddhismus als Glückssymbol gelten, ist die Nachbildung eines Drachen besonders häufig. Der Stamm bildet dabei den Leib, während die Äste die Gliedmaßen darstellen. Sie werden durch Drahtung und Schnittmaßnahmen in oft stark gewundene Formen gebracht. |

#### Bunjingi, Literatenform
|  | Bunjingi (文人木, dt. „Literatenbaum“) ist die traditionelle japanische Bonsaiform (siehe Geschichte: Japan). Bonsai in Bunjingi-Form zeichnen sich durch einen hohen, dünnen und meist elegant geschwungenen Stamm, wenig Äste und spärliche Belaubung aus. Die Erscheinung beziehungsweise die Gestalt eines als Bunjingi gestalteten Bonsai muss sich nicht zwangsläufig auf ein Vorbild in der Natur beziehen, sondern kann vielmehr gleichgesetzt werden mit einer charaktervollen Persönlichkeit und der Poesie an sich. Besonders ästhetischen Bunjingi werden oft Gedichte oder Verse zugeordnet, beziehungsweise auch nur für einen einzelnen Baum ein Gedicht oder Vers geschrieben. Unter Bonsaigestaltern und -künstlern gilt die Gestaltung eines Bunjingi als die Meisterschaft. Die Form wirkt sehr einfach und unkompliziert, aber genau darin liegt die Schwierigkeit. Dadurch, dass der Baum nur so wenige Elemente aufweist, müssen diese alle stimmig sein. Fehler können nicht versteckt werden. Gleichzeitig muss es wie ein alter Baum mit Reife aussehen. Entsprechend hoch sind die Anforderungen an Material und Gestalter. |

### Ishi-Tsuki, Felsform
|  | Ishizuke (石付け, dt. „am Stein angebracht“) bzw. Ishitsuki (石付き) ist, den Baum auf einem Stein wachsen zu lassen. Bei dieser Form wächst der Baum auf einem Felsen, der wiederum meist auf einem wassergefüllten Tablett aufgestellt wird. Die Pflanze hat nur wenig Erde in einer Felsspalte oder Mulde zur Verfügung. Eine spezielle, kompakte, klebrige Erdmischung ist vonnöten, damit sie nicht fortgeschwemmt wird. |

#### Sekijōju
|  | Der Sekijōju (石上樹, dt. „Baum über Fels“) stellt einen Baum dar, dessen Wurzeln über einen Felsen gewachsen sind. Der eigentliche Stamm samt der Krone liegen auf dem Felsen. Hauptgestaltungsmerkmal sind jedoch die Wurzeln, die wie Greifarme nackt am Felsen entlang in die Erde wachsen. Diese Wuchsform stellt einen Baum dar, der auf einem Felsen wächst, während das Erdreich vom Regen mit der Zeit fortgespült wurde. Derartige Wuchsformen sind vornehmlich im Gebirge, insgesamt aber sehr selten anzutreffen. |

### Weitere Wuchsbesonderheiten

#### Hokidachi
|  | Hokidachi (箒立ち, dt. Gerade aufrechte Form (Besenform)) ist bei den europäischen Laubbäumen häufig anzutreffen und wird charakterisiert durch einen kurzen, geraden Stamm, von dem aus in ungefähr gleicher Höhe alle Äste sternförmig abgehen und sich gleichmäßig zu einer runden oder ungleichmäßig dreieckigen Krone verzweigen. Der Stammfuß ist gleichmäßig und ausgeprägt. Häufig in dieser Form anzutreffende Bäume sind Zelkoven, Hainbuchen und Ahorne. |

#### Neagari
|  | Neagari (根上り, dt. „ausgebreitete, oberirdische Wurzeln“) bezeichnet die teilweise sichtbare Wurzel des Bonsai. In der freien Natur entstehen Neagari, wenn durch starken Regen der Boden langsam weggewaschen wird und dadurch die Wurzeln eines Baumes freigelegt werden oder wenn Strünke großer toter Bäume, auf denen neue Bäume gekeimt haben, zerfallen sind. Aber auch Mangroven dienen als Vorbild für diese Form. Da in dieser Form viel von der Wurzel zu sehen ist und auf ihr das Hauptaugenmerk liegt, sollte der Stamm kürzer sein als bei den übrigen Formen, um nicht von den Wurzeln zu sehr abzulenken. |

##### Nebari in der Bedeutung als Wurzelansatz des Stamms
|  | Nebari (根張り). Unter Nebari wird in der Hauptbedeutung der Wurzelansatz jedes Bonsai verstanden, während die o. g. Gestaltungsform nur eine spezielle (extreme) Ausprägung darstellt. Ein gutes Nebari (in der Bedeutung als Wurzelansatz am Stamm) ist durch eine markante Stammverbreiterung und prägnante, sichtbare Wurzelansätze gekennzeichnet. Luftwurzeln sind üblicherweise nur bei denjenigen Baumtypen erwünscht, die solches auch in freier Natur zeigen. |

#### Ikadabuki
|  | Ein Ikada (筏, dt. „Floß“) entsteht, wenn ein Baum von einem Sturm entwurzelt wird. Die ehemaligen Seitenäste des Baums werden zu eigenständigen Bäumen (meist fünf oder sieben, jedoch eine ungerade Anzahl), die einen kleinen Hain bilden. Jeder Baum hat einen eigenen Stammfuß, alle sind aber durch den Stamm des umgestürzten Baumes miteinander verbunden. Der Hauptbaum mit dem höchsten und dicksten Stamm sollte sich nicht in der Mitte, sondern vom Rand aus gesehen im ersten Drittel befinden. Die Bäume bilden eine gemeinsame Krone in Form eines ungleichmäßigen Dreiecks. Wieder sollten alle Bäume in der gleichen Form gestaltet sein. Eine besondere Herausforderung ist es, optisch Tiefe in die Gestaltung zu bringen. |

### Yose-ue, der Wald
|  | Yose-ue (寄せ植え, dt. „gruppiert eingepflanzt“) ist eine Baumgruppe. Mit ihr kann man mit verhältnismäßig jungen Bäumen den Eindruck eines älteren Waldes erwecken. Der Hauptbaum ist der höchste und dickste Baum und sollte sich nicht in der Mitte der Schale, sondern vom Rand aus gesehen im ersten Drittel befinden. Alle Bäume sind in derselben Form gestaltet und bilden ein gemeinsames Blätterdach. Die Krone ist ungleichmäßig dreieckig. Eine spannungsvolle Verteilung von Durchsichten und Freiflächen ist wichtig. Ist der Boden uneben und ungleichmäßig mit Moos bewachsen, wirkt der Wald natürlicher. Für diese Formen werden sehr flache, ovale Schalen oder flache Natursteine verwendet. |

## Die Werkzeuge

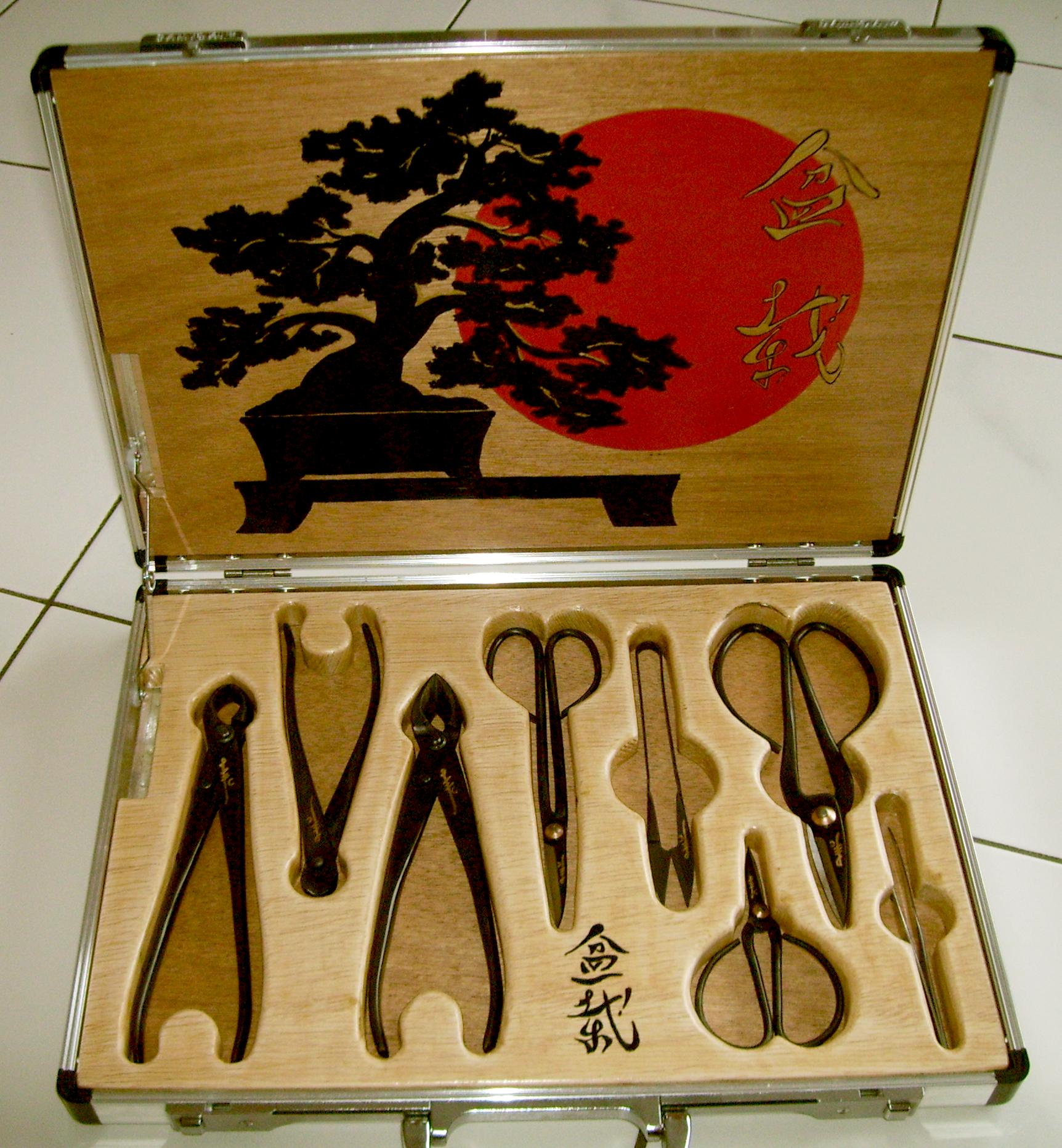
Bonsai-Werkzeugkoffer

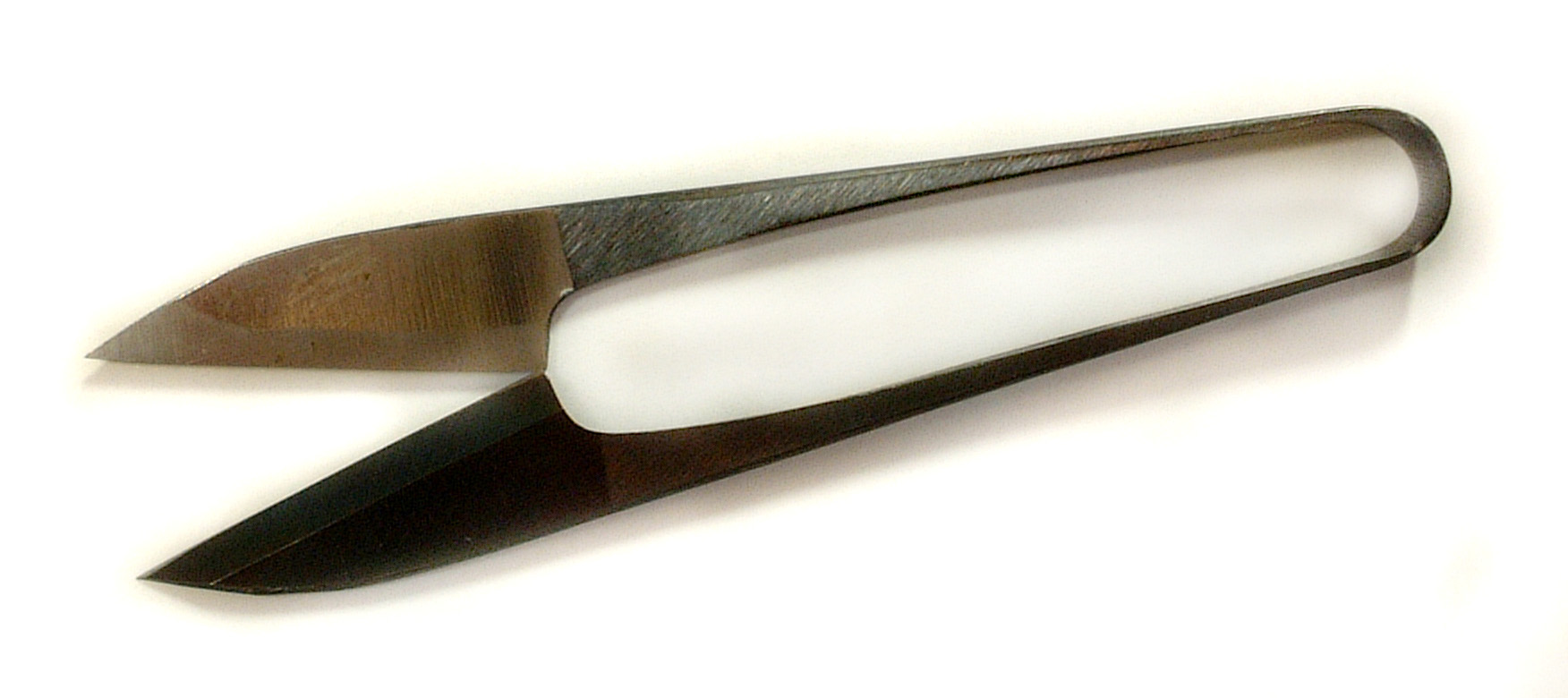
Nigiri-Schere

Zur Gestaltung und Formerhaltung bei Bonsai sind im Laufe der Zeit eine Vielzahl an spezialisierten Werkzeugen entstanden. Die gebräuchlichsten sind:
- Abmoosscheiben: werden z. B. mit feuchtem Sphagnum-Moos gefüllt und zum Abmoosen verwendet
- Astsäge: zum Entfernen größerer Äste, etwa bei frisch ausgegrabenen Yamadori
- Blattschneider: für Schnittarbeiten an feinen Zweigen sowie Triebspitzen (Pinzieren) sowie für den Blattschnitt
- Bonsai-Besen: für die Bearbeitung der Erdoberfläche (z. B. nach dem Umtopfen)
- Breite Schere: für Formschnitt (Silhouette) und kleinere Äste
- Drahtschneider: zum stückweisen Entfernen des Drahtes an eingedrahteten Astpartien
- Drahtzange: zum besseren Fügen besonders starker Drähte
- Erdschaufel: in verschiedenen Größen und teils mit eingebautem Sieb (wodurch zu feine Bestandteile, die die Durchlüftung des Substrates behindern könnten, ausgesiebt werden); dient dem punktuellen Befüllen der Bonsaischale beim Umtopfen
- Holz- bzw. Bambusstab: zum Einbringen und Verfestigen der Erde beim Eintopfen. Damit wird sichergestellt, dass keine Hohlräume beim Eintopfen des Baumes entstehen
- Jinzange: zum Abziehen der Rinde bei Jin-/Shari-Gestaltung (künstliches Altern) oder auch zum Abwickeln von Draht
- Jinmesser: zum Einritzen der Rinde, welche dann mit der Jinzange abgezogen werden kann
- Konkavzange: zum Schneiden stärkerer Äste. Durch die Wölbung der Schneiden hinterlässt sie einen konkaven Schnitt, der Kallus (Wundgewebe) kann die Schnittstelle besser überwallen
- Knospenzange: auch runde Konkavzange genannt, hat dieselbe Funktion wie eine Konkavzange, eignet sich jedoch besser, wenn nur unter einem ungünstigen Schnittwinkel geschnitten werden kann
- Schmale Schere: wegen des langen schmalen Halses für feine Schneidarbeiten, z. B. junge Triebe im Inneren der Krone
- Sichelmesser: kann zum Lösen des Erdballens vom Schalenrand bei Umtopfarbeiten benutzt werden
- Spaltzange: zum Ausbrechen von Ast- und Stammpartien
- Wurzelhaken bzw. -kralle: dient zum Lösen bzw. Zerlegen des Wurzelballens beim Umtopfen. Durch das Lösen des Ballens können die Wurzeln besser in die Länge gezogen und danach eingekürzt werden. Auch kann damit der Wurzelbereich direkt unter dem Stamm gelöst und später die frische Erde besser eingebracht werden
- Wurzelzange: zum Schneiden von (dickeren) Wurzeln
- Nigiri-Schere: eine pinzettenähnliche Schere mit Messern an der Vorderseite, dient für den Blattschnitt

### Online
- Michael Tran : Dorling Kindersley: Happy Bonsai: Choose It, Shape It, Love It (DK). Dorling Kindersley, 2020 (archive.org [abgerufen am 1. Mai 2020]).
- Fachzeitschrift Bonsai-Art

### Bücher
- Bernd-Michael Klagemann: Bonsai – Harmonie zwischen Mensch und Natur. bioverlag gesundleben, Hopferau 1983, ISBN 3-922434-89-4.
- John Yoshio Naka: Bonsai Technik Band 1. Bonsai Centrum, Heidelberg 1985, ISBN 3-924982-00-7.
- Lesniewicz, Zhimin: Penjing, Miniaturbäume aus China. BCH, Heidelberg 1986, ISBN 3-924982-02-3.
- Pius Notter: Bonsai Kunst und Technik, Basilus, Basel 2. Auflage 1989, ISBN 3-85560-092-9.
- Horst Stahl: Bonsai – Vom Grundkurs zum Meister. Doppelband, Kosmos, Stuttgart 1992, ISBN 3-440-08875-8.
- Werner M. Busch: Bonsai aus heimischen Bäumen und Sträuchern. BLV, München 1993, ISBN 3-405-14455-8.

- Benz, Lesniewicz: Chinesische Bonsai, Penjing. BLV, München 1994, ISBN 3-405-14447-7.
- Wolf-D. Schudde: Dem Baum eine Stimme geben – Die Kunst der Bonsai-Gestaltung. Medien Verlag Wolf-D. Schudde, Düsseldorf 1995.
- Wolf-D. Schudde: European Bonsai – Auf dem Weg ins nächste Jahrtausend. Medien Verlag Wolf-D. Schudde, Düsseldorf 1998.
- Lesniewicz: Bonsai Miniaturbäume. BLV, München 1998, ISBN 3-405-13693-8.
- Pius Notter: Ein Leben für den Baum. Die Kunst Bäume zu gestalten, Fischer Media Verlag, Münsingen-Bern/Schweiz 1998, ISBN 3-85681-309-8.
- Pius Notter, Georg Reinhard: Bonsai für Einsteiger. Pflege und Gestaltung. Fischer Media Verlag, Münsingen-Bern/Schweiz 1999, ISBN 3-85681-338-1.
- Horst Daute: Bonsai. BLV, München 1999, ISBN 3-405-15338-7.
- Manfred Roth: Bonsai Meisterschule. Naturbuch-Verlag, Augsburg 2001, ISBN 3-89440-290-3.
- Red Canzian: Bonsai. Unipart, Stuttgart 2004, ISBN 3-8122-3394-0.
- Harry Tomlinson: Das BLV Bonsai Handbuch. BLV, München 2004, ISBN 3-405-14850-2.
- John Yoshio Naka: Bonsai Technik Band 2. Bonsai Centrum Gessner, 2007, (neu aufgelegt), ISBN 978-3-924982-09-6.
- Johann Kastner: Bonsai – Schritt für Schritt zum Bonsaiprofi. Gräfe und Unzer, 2. Auflage München 2010, ISBN 978-3-8338-1126-5.
- Manfred Roth: Wo die Stille wohnt – Lebensquell Natur, Edition Vernissage, Heidelberg 2010, ISBN 978-3-941812-02-4.
- Werner M. Busch, Achim R. Strecker: Bonsai – Gestalten mit heimischen Gehölzen. Ein Praxishandbuch für Einsteiger und Fortgeschrittene. Quelle & Meyer, Wiebelsheim 2014, ISBN 978-3-494-01560-6.